# بيتر بورلينغ
بيتر بورلينغ (بالإنجليزية: Peter Burling)‏ (مواليد 1 يناير 1991)، هُو بحار نيوزيلندي حاصل على عدة ميداليات منها ميدالية فضية في دورة الألعاب الأولمبية الصيفية 2020.

## وصلات خارجية
- بيتر بورلينغ على موقع الاتحاد الدولي للملاحة الشراعية (موقع جديد) (الإنجليزية)
- بيتر بورلينغ على موقع الاتحاد الدولي للملاحة الشراعية (موقع قديم) (الإنجليزية)
- بيتر بورلينغ على موقع اللجنة الأولمبية الدولية (الإنجليزية)
- بيتر بورلينغ على موقع أوليمبيديا (الإنجليزية)
- بيتر بورلينغ على موقع اللجنة الأولمبية النيوزيلندية (الإنجليزية)